# کلودیو براوو (بازیکن فوتبال، زاده ۱۹۹۷)
کلودیو براوو (انگلیسی: Claudio Bravo؛ زادهٔ ۱۳ مارس ۱۹۹۷) بازیکن فوتبال اهل آرژانتین است.
از باشگاه‌هایی که در آن بازی کرده‌است می‌توان به باشگاه فوتبال بانفیلد اشاره کرد.
وی همچنین در تیم ملی فوتبال زیر ۲۳ سال آرژانتین بازی کرده‌است.